# Black Mountain (Australian Capital Territory)
Black Mountain (deutsch Schwarzer Berg) ist ein 812 m hoher Hügel in Australien. Er liegt auf dem Gebiet der Hauptstadt Canberra im Australian Capital Territory und ist wie alle bedeutenden Hügel der Stadt Teil des Canberra-Naturparks. Er ist mit einheimischen Strauchgehölzen bewachsen und ist ein Refugium für bedrohte Tierarten.

## Beschreibung
Der Hügel erhebt sich westlich des Hauptcampus der Australian National University. Zusammen mit dem Bruce-Hügelrücken bildet er eine natürliche Grenze westlich und nordwestlich der Stadt Canberra. Der Black Mountain erhebt sich 256 Meter über dem Wasserspiegel des Lake Burley Griffin, dem großen See im Stadtzentrum. In unmittelbarer Nähe des Gipfels steht der Black Mountain Tower, ein 195 Meter hoher Fernmeldeturm und Wahrzeichen der Stadt. Am östlichen Fuß des Hügels, nahe dem Universitätscampus, befinden sich die Einrichtungen der Australian National Botanic Gardens und der CSIRO.
Der ursprüngliche Name des Hügels lautete Black Hill, in Anlehnung an den nahe gelegenen Red Hill. Wer ihm diesen Namen gab, ist nicht bekannt. Die frühen europäischen Siedler bezeichneten die Hügelformation als Canberry Ranges. Die erste dokumentierte Besteigung fand 1820 statt.
Der größte Teil des Hügels besteht aus weißem Quarzsandstein, das vor etwa 420 Millionen Jahren im frühen Silur-Zeitalter abgelagert wurde. Am Südost- und am Nordwesthang besteht der Fels aus Schiefer, auf der Südseite aus Grauwacke des Ordoviziums. Die vorgelagerte Halbinsel Black Mountain Peninsula im Lake Burley Griffin besteht aus Mudstone.